# Вулиця Остапа Вересая (Львів)
Ву́лиця Оста́па Вереса́я — вулиця у Шевченківському районі міста Львів, у мікрорайоні Рясне-1. Пролягає від вулиці Прилбицької до вулиці Бажана.
Перебуваючи у складі селища Рясного, мала назву вулиця Островського, на честь радянського письменника М. Островського. Після приєднання селища до Львова, у 1988 році отримала назву вулиця Хоткевича, на честь українського письменника та етнографа Гната Хоткевича. Сучасну назву вулиця здобула у 1991 році, на честь українського кобзаря Остапа Вересая.
Вулиця Вересая забудована приватними садибами 1930-х—2000-х років.